# Kenny Grant Senior
Kenneth Grant Senior ist ein ehemaliger US-amerikanisch-schwedischer Basketballtrainer und -spieler.

## Werdegang
Grant wuchs in New York auf. Er spielte bis 1968 Basketball am Saint Peter's College (später St. Peter's University) in Jersey City (US-Bundesstaat New Jersey). 2001 wurde er in die Ruhmeshalle des Hochschulleistungssports der Saint Peter's University aufgenommen. Nach seiner Studentenzeit war er in New York zunächst als Lehrer tätig.
Er ging mit einer Auswahl US-amerikanischer Basketballspieler auf Reisen und blieb ab den frühen 1970er Jahren für rund 30 Jahre in Europa. In Schweden spielte er von 1972 bis 1983 für Hageby BK Norrköping, wurde 1980 mit der Mannschaft schwedischer Meister und trat mit ihr danach auch im Europapokal der Landesmeister an.
Grant nahm die schwedische Staatsbürgerschaft an und wurde Nationalspieler des Landes. 1983 nahm er mit Schweden an der Europameisterschaft teil.
1983 wechselte Grant zu Le Mans Sarthe Basket nach Frankreich. Er war in den 1980er Jahren in Le Mans auch als Trainer tätig, im selben Land ebenfalls beim Verein Stade Français in Paris und im Spieljahr 1989/90 von Élan Béarnais Pau-Orthez.
Er zeitweise auch in afrikanischen Ländern bei Basketballveranstaltungen als Trainer beschäftigt. Grant wurde später als Spielerberater und -vermittler tätig. Er vertrat als solcher unter anderem die Interessen der Brüder Darjuš Lavrinovič und Kšyštof Lavrinovič.
Anfang der 2000er Jahre ging er in die Vereinigten Staaten zurück, wo er sich mit seiner Familie in Lido Beach (Bundesstaat New York) niederließ. Mit seiner aus Schweden stammenden Frau hat er drei Kinder, darunter Kenny Grant Junior, der ebenfalls eine Laufbahn als Basketballspieler und -trainer einschlug.
Auch sein Bruder Kelly Grant war im Basketballsport als Spieler und Trainer beschäftigt.